# Circus (revista)

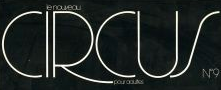
Cabecera del numéro 9 de la revista "Circus", 1977.

Circus fue una revista de historietas francesa, publicada por Glénat entre 1975 y 1989.

## Principales series publicadas en la revista
| Fecha | Números | Título                   | Guionista         | Dibujante         |
| ----- | ------- | ------------------------ | ----------------- | ----------------- |
| 1979  | 16-     | Ernie Pike               | Héctor Oesterheld | Hugo Pratt        |
| 1979  | 18-     | Los pasajeros del viento | François Bourgeon | François Bourgeon |
| 1981  | 44-     | Les Écluses du ciel      | Rodolphe          | Michel Rouge      |
| 1981  | 45-     | Jaunes                   | Jan Bucquoy       | Tito              |
| 1982  | 54-     | Las 7 vidas del Gavilán  | Patrick Cothias   | André Juillard    |
| 1983  | 65-     | Bob Marone               | Yann              | Conrad            |
| 1983  | 66-     | Grimion gant de cuir     | Pierre Makyo      | Pierre Makyo      |
| 1985  | 86-     | Sambre                   | Balac, Yslaire    | Yslaire           |
|       |         | Balade au bout du monde  | Pierre Makyo      | Laurent Vicomte   |